# Língua de sinais indiana
A Língua de Sinais Indiana (ISL, em Portugal: Língua Gestual Indiana) ou Língua de Sinais Indo-Paquistanesa (IPSL, em Portugal: Língua Gestual Indo-Paquistanesa) é a língua de sinais dominantes no Sul da Ásia, usada pelo menos por algumas centenas de surdos (2003). Assim como em muitas outras línguas de sinais, é difícil dizer ao certo o número de seus usuários, já que a maioria dos estudos se foca apenas no norte e nas áreas urbanas da Ásia.
A população surda da Índia, de cerca de 3.1 milhões, é 98% iletrada. Na linha filosófica oralista, as escolas para surdos intervêm cedo nas ajudas à audição, sendo isso, no entanto, considerado ineficaz numa sociedade de poucos recursos. Em 1986, apenas 2% dos surdos frequentava a escola.

## Estatuto da língua de sinais
Num primeiro contacto, as escolas para surdos seguem a filosofia oralista.
Desde 2001, um grupo no Instituto Nacional de Deficientes Auditivos, está providenciando material didático e treinamento a professores de ISL, apesar da grande maioria das escolas permanecer oralista.
Desde 2005, tem havido crescente otimismo em relação à língua de sinais, sendo que o NCF lhe atribuiu alguma legitimidade, ao admitir que a língua e sinais pode ser qualificada como uma terceira língua de escolha, para estudantes ouvintes. Em 2006, foi lançado um manual escolar que incluiu um capítulo sobre a língua de sinais, dando ênfase a que esta é uma língua como qualquer outra e um diferente modo de comunicação.

## Dialetos e famílias de línguas
Há muitas variedades de línguas de sinais na região, incluindo muitos grupos de sinais familiares, e linguagens e sinais informais. Não há consenso sobre quais destas linguagens constituem dialetos da língua e quais são independentes, mas muitos estudos mostram existir relação entre as linguagens usadas nas regiões urbanas da Índia, Paquistão e Nepal.
São identificados os seguintes dialetos regionais, na Índia:
- Língua de sinais Mumbai-Delhi
- Língua de Sinais Calcutta
- Língua de Sinais Bengalore-Madras

O alfabeto manual da ISL é baseado no alfabeto latino.